# 原鱷科
原鱷科（Protosuchidae）是鱷形超目原鱷亞目的一科，生存於三疊紀晚期到白堊紀晚期。目前在美國亞利桑那州、賴索托的三疊紀地層發現化石。在美國亞利桑那州、加拿大新斯科細亞省、南非、波蘭的侏羅紀地層發現化石。白堊紀的原鱷科化石僅發現於中國。
原鱷科是群陸棲肉食性動物。

## 分类
- 滇鳄属 Dianosuchus
- 贫齿鳄属 Edentosuchus
- 红鳄龙属 Erythrochampsa
- 半原鳄属 Hemiprotosuchus
- Hoplosuchus
- 直鳄属 Orthosuchus
- 佩德弋鳄属 Pedeticosaurus
- 原鳄属 Protosuchus